# Алхимические исследования Исаака Ньютона

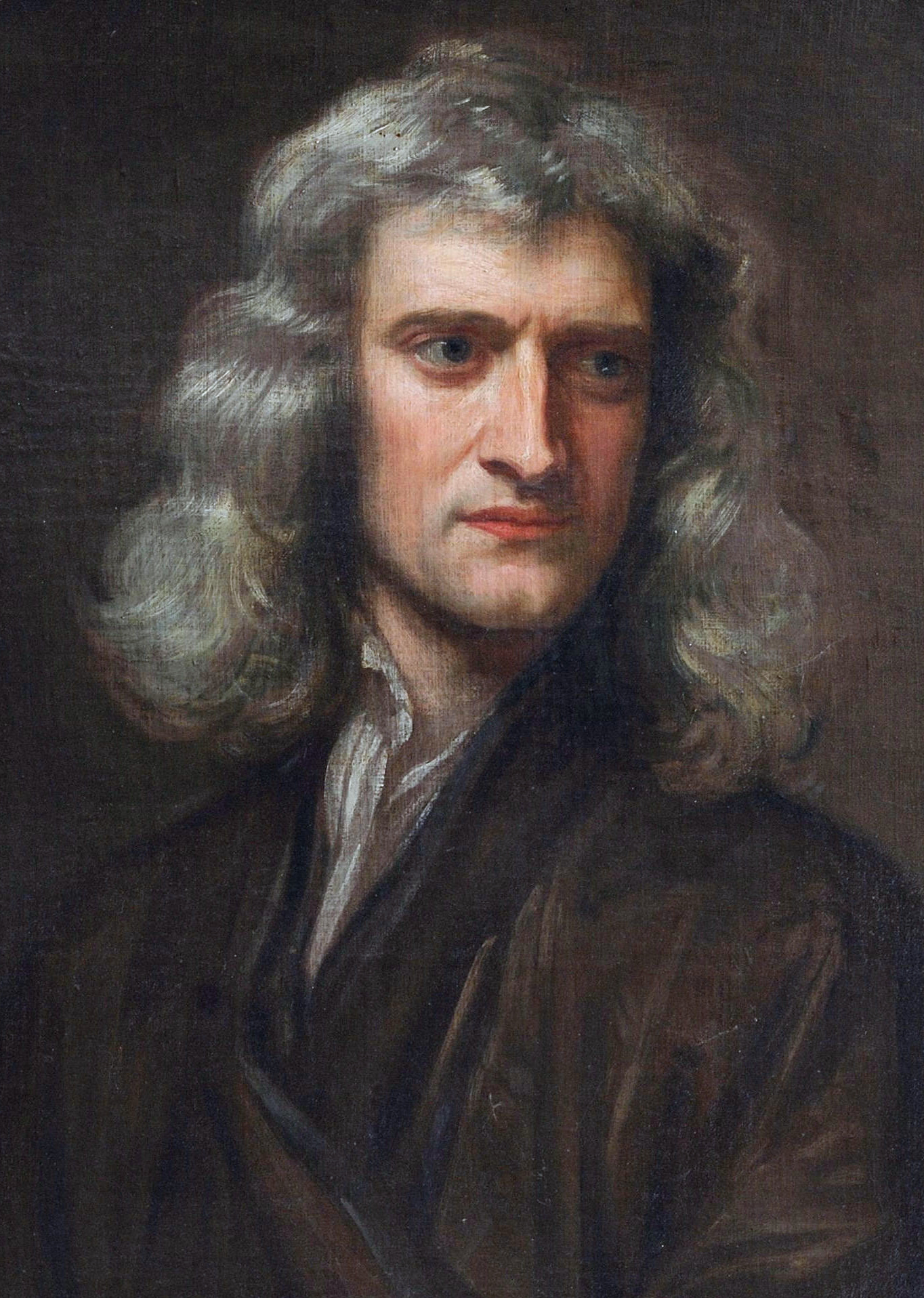
Исаак Ньютон в 1689 году, портрет работы Готфрида Кнеллера

Алхимическим исследованиям Исаак Ньютон (1642—1727) посвятил около 30 лет своей жизни. Учёный никогда не публиковал свои алхимические работы, и об этих исследованиях при его жизни мало кто знал. В 1936 году стало известно о существовании огромных архивов рукописей Ньютона религиозного и алхимического содержания. По одной из оценок, объём алхимического наследия Ньютона составляет 1 200 000 слов. Самые первые лабораторные журналы Ньютона 1660-х годов утрачены, поэтому установить, с какой целью он приступил к своим экспериментам, не представляется возможным. Анализ алхимических исследований Ньютона затруднён тем, что в своих записях Ньютон использовал терминологию и символы собственного изобретения. Считается, что своей конечной целью Ньютон видел получение философского камня и осуществление трансмутации металлов. Учёный не поддерживал отношений с современниками-алхимиками, но был хорошо знаком с классическими и новыми трудами в этой области. Значительную часть алхимических рукописей Ньютона составляют выписки из работ Яна Баптисты ван Гельмонта, Роберта Бойля, Джорджа Старки (Иринея Филалета), Михаэля Майера и других. Период интенсивных алхимических занятий Ньютона закончился в 1696 году с переездом из Кембриджа в Лондон.
Начиная с 1950-х годов активно обсуждается вопрос о характере и степени влияния алхимии на основные труды Ньютона, «Математические начала натуральной философии» и «Оптику». В настоящее время общепринятым стало представление о наличии связи между алхимическими и естественнонаучными взглядами Ньютона. Отдельные историки науки высказывают мнение об определяющем характере влияния алхимии, оккультизма и герметизма на теории сил и гравитации. Обсуждение алхимических исследований Ньютона оказало значительное влияние на понимание научной революции.

## Предшественники и влияния

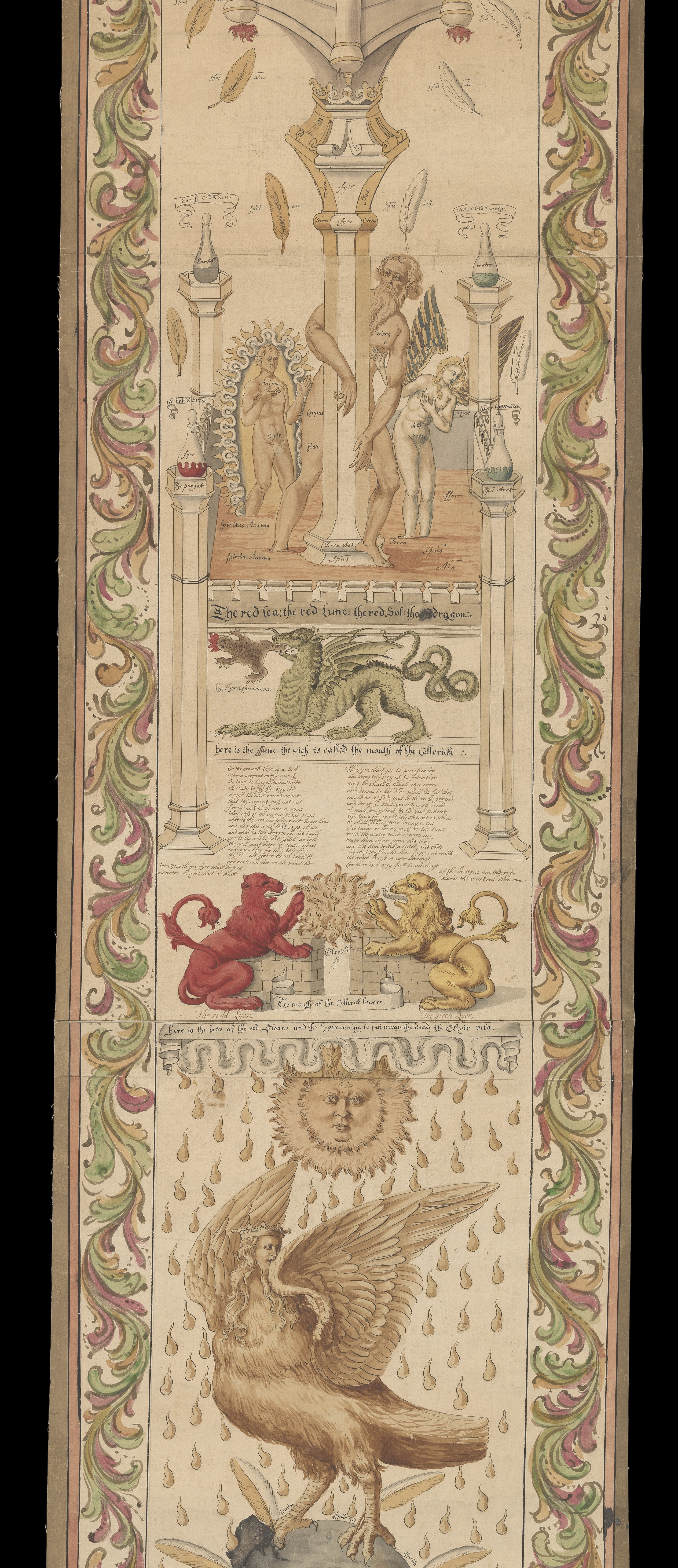
Иллюстрации из «Свитка» Джорджа Рипли (ум. 1490). Согласно интерпретации алхимии Карла Густава Юнга, красный и зелёный львы символизируют две основные алхимические функции, «философскую» и «лабораторную».

В XVII веке химия ещё не отделялась от алхимии, и одна и та же наука занималась изготовлением минеральных солей, дистилляцией спиртов и трансмутационными практиками: хрисопоэйей («золотоделанием») и «аргиропоэйей» («сереброделанием»). Единый научный подход отсутствовал, и в каждом из многочисленных учебников (ал)химии её предмет толковался по-своему. Говоря о Франции, Элен Метцгер отмечает, что каждый из авторов учебников действовал так, как будто он находился в собственном, изолированном от всех пространстве. Понятия «химия» (chymia, chemia) и «алхимия» (alchymia, alchemia) в этот период не различались, а точный их смысл не был чётко определён. Так, согласно алхимику Джорджу Старки (1627—1665), слово «алхимия» образовывалось от слов hals и chemeia, которые он понимал как «соль» и «разделение». Соответственно, предметом его науки было «разделение солей», а отнюдь не трансмутация. Смежной дисциплиной была развиваемая голландцем Яном Баптистой ван Гельмонтом (1580—1644) «ятрохимия», то есть «медицинская химия». Это учение восходило к теориям Парацельса (1493—1541) о четырёх элементах и трёх принципах, выделившихся из первичного хаоса. Тесно связанная с религией, ятрохимия соединяла человека с космосом посредством разнообразных сил и влияний и давала новый метод познания Творца и его творения. C практической точки зрения, при приготовлении лекарственных препаратов использовались не растительные вещества, а минералы. Ятрохимики наследовали алхимикам не только в используемых ими технологических процессах, но и в вере в трансмутацию посредством философского камня. Также в теориях ван Гельмонта выделялась «пиротехника», под которой понималось преобразование материи с помощью огня. Поскольку большинство алхимических процессов происходили именно таким образом, фактически это был синоним алхимии. Ван Гельмонт объяснял химические и физические процессы двумя способами: действием нематериальных сил и перераспределением бесконечно малых атомов. По его мнению («Supplementum de Aquis Spadanis», 1624), покрытые медью куски железа, находимые вместе с витриолями, образовывались путём перемещения части атомов меди на поверхность железа. Последнее, в свою очередь, теряло атомы, переходящие в раствор. Господствовавшее в научной историографии до середины XX века мнение, что приход рациональных химиков-атомистов положил конец алхимическим представлениям о трансмутации, в более поздних работах было пересмотрено. Было показано, что в XVII веке господствовало представление о том, что материя состоит из одинаковых атомов, и различия в разных веществах обусловлены различным расположением этих частиц. Соответственно, возможность получения из одного вещества другого казалась вполне очевидной. Одним из первых эту теорию сформулировал сэр Кенелм Дигби (1603—1665) («The Nature of Bodies», 1644), и ещё в первой половине XVIII века Герман Бургаве писал («Elementa chemiae», 1732) о том, что «золото содержится в каждой части свинца». Резюмируя, лексикограф Джон Харрис сделал следующее наблюдение («Lexicon Technicum», 1704): «они предполагают, что есть ровно одна всеобщая или универсальная материя, являющаяся расширенной, непроницаемой и делимой субстанцией, общей для всех тел, и способная принять любую форму… они предполагают также, что частицы различной формы и размера могут образовывать различные порядки, положения и расположения, что и объясняет различие в составе тел».

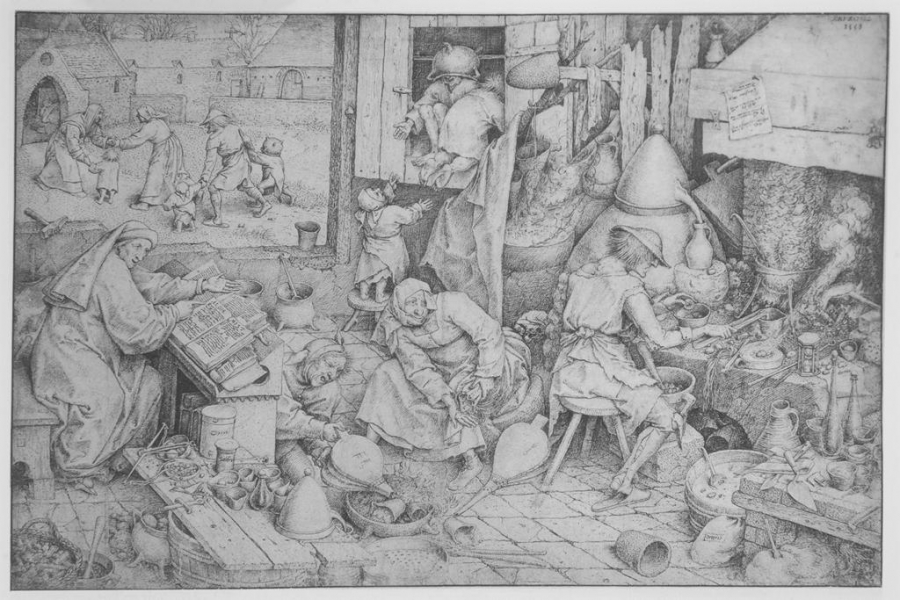
«Алхимик», рисунок Питера Брейгеля, 1558 год.

Если на Континенте эти теории были весьма популярны с конца XVI века, в Англии они поначалу не вызвали интереса. Только в 1606 году Томас Тимми перевёл несколько глав из трактатов парацельсианца Жозефа Дюшена. Для Тимми алхимия представляла ценность как наука, не менее древняя чем богословие. В описываемом Моисеем летающем над водами Духе и создании земли из хаоса Дюшен видел соответствие алхимическим операциям выделения, разделения, сублимации и соединения. Мистическая система Тимми, основанная на идеях Парацельса и Дюшена, имела последователей. Классическая алхимия в этот период также пользовалась значительной популярностью в континентальной Европе, в особенности при дворе императора Рудольфа II. В Англии публикации на эту тему стали появляться только в 1610-х годах. Важнейшим из английских алхимиков начала XVII века был епископ Джон Торнборо, автор трактата «Λιθοθεωρικος» (1621). Его близкий друг Роберт Фладд (1574—1637) находился под влиянием обеих традиций, алхимической и парацельсианской, его теории были известны даже на Континенте. В своих трудах он отрицал «языческую философию» Аристотеля и рассматривал Библию как источник точного описания процесса Творения. Как и многие из его предшественников, он предложил оригинальную, достаточно сложную схему выделения первоэлементов. Наибольшего распространения парацельсианская доктрина достигла в годы Английской революции 1640-х годов, на которые пришёлся разгар давнего спора «галенистов» и «парацельсианцев» о наиболее правильном способе приготовления лекарств. В результате во второй половине XVII века труды Парацельса и его последователей стали чаще издаваться и цитироваться в научной среде.
В Англии 1650—1660-х годов центром алхимической жизни был кружок интеллектуалов, собиравшихся у Сэмюэля Хартлиба. Самыми заметными из них были Роберт Бойль (1627—1691), Джордж Старки и Кенелм Дигби. Старки, эмигрировавший из Америки в 1650 году, идентифицируется с таинственным алхимиком «Иринеем Филалетом», автором множества трудов по алхимии, высоко ценимых Ньютоном. Благодаря Старки-Филалету Бойль увлёкся загадкой трансмутации и посвятил её решению около 40 лет. Алхимические представления Бойля активно исследуются начиная со второй половины XX века. Как и в случае Ньютона, издаются ранее игнорируемые рукописи, происходит переосмысление хорошо известных работ. Трактат Бойля «Скептический химик» (1661) часто рассматривается как эпохальный труд, начиная с которого можно говорить о появлении химии в современном смысле, однако, по мнению американского историка науки Лоуренса Принчипе, сам Бойль не разделял химию и алхимию. Вместо этого он различал «вульгарных химиков» (англ. vulgar Chymists) и «химических философов» (англ. Chymical Philosophers). К последним Бойль относил тех, чьи способности позволяли преобразовывать простые металлы в драгоценные и делать другие вещи, не доступные простым химикам, которых, в свою очередь, он делил на «лгунов», «техников» (аптекарей, спиртогонов и прочих), а также «авторов учебников по химии». Кружок Хартлиба прекратил существование к концу 1660-х годов в связи со смертью своих основных членов, но его опосредованное влияние на Ньютона весьма значительно — выписки работ Старки и Бойля занимают более тысячи страниц в алхимических блокнотах учёного. В «Index chemicus» на Старки приходится больше всего ссылок (302), существенно превышая аналогичный показатель немецкого алхимика Михаэля Майера (140).
Вторая половина XVII века считается временем упадка классической алхимии. По мнению Б. Доббс, в этот период алхимия по разным причинам стала привлекательной для философов-механицистов и религиозных реформаторов. Поскольку они использовали разные методы и у них были разные цели, классическая алхимия с её акцентом на духовный опыт алхимика была вытеснена на периферию. Среди последователей ван Гельмонта, чьи взгляды занимали промежуточное положение между теориями Дигби и Бургаве, можно указать Джона Вебстера (1610—1682), который достаточно традиционно считал возможным «вызревание» металлов в рудных породах и полагал, что трансмутацию можно осуществить удалением гетерогенных примесей из гомогенного «ртутного» вещества. У. Ньюман полагает, что именно в таком опосредованном виде теории ван Гельмонта были восприняты Ньютоном, имевшего в распоряжении «Металлографию» Вебстера. Другой тенденцией, характерной для времени, когда Ньютон приступил к своим алхимическим исследованиям, была нарастающая волна публикаций отрицательных результатов трансмутационных опытов. В Англии такой деятельностью занимался Джордж Вильсон (George Wilson), начавший свои эксперименты в 1661 году. К 1691 году он собрал достаточно материалов и подготовил полный курс химии, выдержавший несколько переизданий. Начиная с 1709 года Вильсон включил в него приложение о трансмутации, в котором он признавал, что это учение, несмотря на то, что многие учёные мужи прошлого и современности признавали его верным, не имеет достаточного подтверждения. Вильсон, сожалея об отсутствии у себя «великого благословения академического образования», приводил описания своих многолетних опытов с «ртутной водой», которые противоречили более ранним результатам Бойля. Процесс ревизии прежних представлений на этом не закончился, и ещё в 1734 году Бургаве выпустил несколько статей, в которых описывал отсутствие влияния на ртуть непрерывного нагревания в течение 15½ лет.

## Методы алхимических исследований Ньютона

### Личные контакты

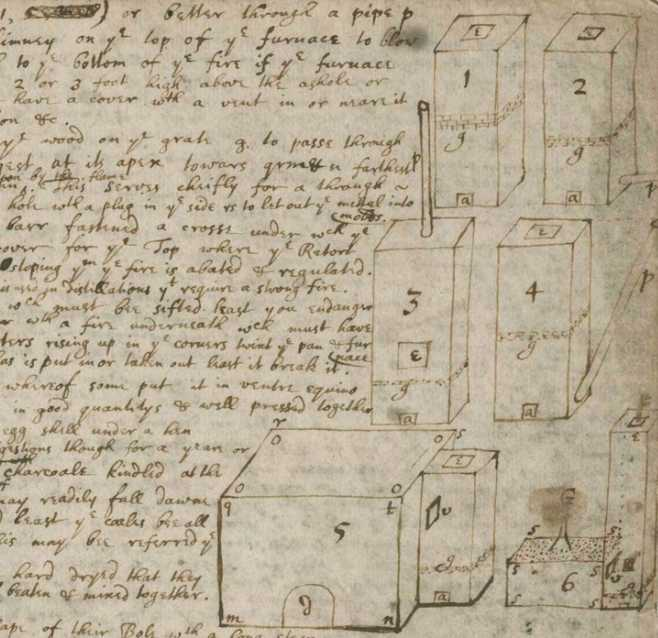
Изображение различных химических печей из блокнота «Quaestiones quaedam philosophicae», ок. 1666 года. Используя полученные в Грантеме навыки, Ньютон сам строил свои печи.

Как отмечает Л. Принсип, для Ньютона ищущий алхимическое знание может использовать три источника: записи адептов прошлого, прямое общение с коллегами и собственные лабораторные исследования. О внешней стороне алхимических исследований Ньютона известно крайне мало, и при жизни учёного о них практически никто не знал. В январе 1672 года успехи Ньютона в оптике сделали его членом Королевского общества, но уже в июле он писал секретарю общества Генри Ольденбургу о своём желании попробовать себя в какой-то другой сфере. Помимо математики, такой сферой была химия. К ней Ньютон приобщился ещё в юности. В 1655—1661 годах он жил у грантемского аптекаря Кларка, благодаря которому заинтересовался химией. Из этого периода сохранилось две записные книжки будущего учёного. В первой из них, 1655—1658 годов, записаны рецепты, во второй — классифицированные списки минералов и элементов. Далее, видимо, интерес Ньютона к этой науке уменьшился, и химические записи в его блокноте появляются только в середине 1660-х годов. По мнению Б. Доббс, вначале он изучал преимущественно труды Роберта Бойля, а именно — его трактат «Of Forms» (1666). Во время эпидемии чумы, когда университет был закрыт, Ньютон дважды покупал химические приборы и реагенты (в августе или сентябре 1668 года и в апреле 1669 года). Этим же периодом датируется покупка шеститомного алхимического компендиума Theatrum Chemicum. Аналогичная компиляция английской алхимической литературы, изданная в 1652 году Элиасом Эшмолом, также имелась в распоряжении Ньютона. По утверждению Ричарда Уэстфолла, 1669 год обозначает переход Ньютона от «чистой», «рациональной», но неглубокой химии к алхимии. В том же году он написал письмо одному из своих немногочисленных друзей, Френсису Астону, собиравшемуся в путешествие на Континент, с просьбой сообщать обо всех замеченных им случаях трансмутации или преобразования металлов в ртуть. Также Ньютон поручил Астону проверить слухи об алхимике Джузеппе Франческо Борри (1627—1695) («который несколько лет содержался папой в тюрьме с целью выпытать от него секреты (как я слышал) большой важности как для медицины, так и для обогащения») и сделать выписки из «Symbola Aureae Mensae Duodecim Nationum» Михаэля Майера. С этого времени характер записей в химических блокнотах меняется, и выписки из трудов Бойля уступают место «Pyrotechny Asserted» Джорджа Старки и алхимическим рецептам, наподобие возвращающего молодость primum ens.
Около 1675 года состоялось личное знакомство Ньютона с Бойлем. Вскоре Ньютон писал Генри Ольденбургу о «крайней опасности для мира», если есть хоть немного истины в заявлениях герметических авторов. Речь шла об изданной Бойлем в феврале 1676 года статье «О нагревании ртути с золотом» («Of the incalescence of quicksilver with gold», Philosophical Transactions, 1675), в которой говорилось о тепловых эффектах при взаимодействии обычной и «философской» ртути с золотом. Известно также, что Ньютон и Бойль поддерживали тайную переписку на алхимические темы. В следующий раз Ньютон вернулся к этой теме уже после смерти Бойля в 1691 году, когда писал Локку, что по его сведениям покойный обладал неким тайным рецептом с участием «красной земли» и ртути. По мнению Ньютона, на то, что секрет Бойля имел отношение к трансмутации, указывало его участие в одобрении Акта о шахтах 1689 года, также известного как «Акт против умножителей» — и Бойль, и Ньютон считали информацию о создании золота общественно опасной. Сравнивая подходы Ньютона и Бойля к алхимическим исследованиям, Л. Принсип отмечает большую открытость последнего к прямому общению. Бойль не только вёл обширную переписку, но и часто лично расспрашивал путешественников о европейских и не только адептах и искателях философского камня. Отмечается, что Бойль следовал парадигме Фрэнсиса Бэкона, рассматривавшего научный прогресс как результат совместных усилий, в отличие от Ньютона, который преимущественно работал один.
Старшие друзья Ньютона, Исаак Барроу (1630—1677) и Генри Мор, возможно, разделяли его алхимические занятия. О жизни Барроу, считающегося учителем Ньютона, известно не очень много. Его научные интересы были весьма обширны и, помимо математики, включали древнегреческий язык, анатомию, ботанику и химию. Вместе с натуралистом Джоном Реем он входил в группу кембриджских учёных, пользовавшихся алхимической лабораторией Джона Нидда (John Nidd). Скорее всего, впоследствии эта лаборатория перешла к Ньютону. В рукописях Ньютона упоминается некий «Mr F», от которого примерно в 1675 году были получены какие-то сведения. Если принять предположение Б. Доббс и австрийской исследовательницы Карин Фигала о том, что под этими инициалами скрывался Езекииль Фокскрофт (1633—1675), то возникает ещё одна связь между Ньютоном и Кембриджскими неоплатониками: Фокскофт и его мать, также алхимик, часто упоминаются в переписке Генри Мора, а двоюродная сестра Фокскрофта была замужем за другим неоплатоником, Джоном Уортингтоном. Сохранилась небольшая переписка на алхимические темы с Никола Фатио де Дюилье; вероятно даже, что они вместе ставили опыты. В октябре 1689 года Ньютон благодарил Фатио за знакомство с неким алхимиком в Лондоне, а три года спустя они обменивались алхимической литературой. В письме от 4 мая 1693 года Фатио описывал Ньютону проведённый им эксперимент по «путрификации и ферментации» металла, в ходе которого произрастала «золотая трава».

### Лаборатория Ньютона

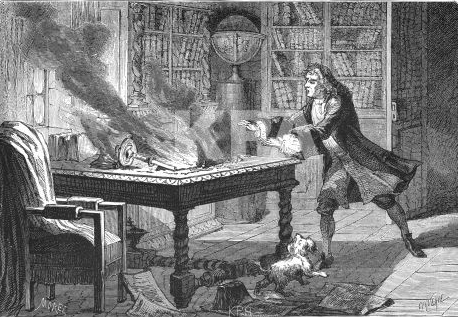
По легенде, пожар в лаборатории Ньютона произошёл из-за его пса.

В октябре 1667 года, будучи ещё в звании младшего феллоу кембриджского Тринити-колледжа, Ньютон получил в своё распоряжение помещение, известное под названием «Spirituall Chamber», однако его расположение неизвестно, равно как и то, пользовался ли им Ньютон фактически. В конце 1673 года он переселился в другое помещение, в котором сначала жил вместе со студентом Джоном Викинсом (John Wickins), а потом один. В старости, вспоминая свою жизнь в Кембридже, Ньютон называл Викинса своим ассистентом в химических опытах. Новые комнаты помещались на первом этаже между Главными воротами колледжа и часовней. Непосредственно из квартиры Ньютона по деревянной лестнице можно было спуститься в уединённый сад, в котором, помимо прочего, был насос, снабжавший Ньютона водой для его опытов. Лаборатория Ньютона не сохранилась, и её точная локализация не известна. Описания сада современниками и художественные изображения колледжа также не дают точной информации. В 1997 году с помощью георадара на предположительном месте лаборатории были обнаружены остатки постройки и отходы многочисленных химических опытов.
Ньютон держал свои алхимические исследования в тайне, и о них мало кто знал. Одно из первых описаний сделал после смерти учёного Хэмфри Ньютон, его помощник в 1685—1690 годах. Занятия знаменитого однофамильца производили сильное впечатления на Х. Ньютона. В письмах к Джону Кондуитту он описывал опыты, которые проводились в устроенной в саду лаборатории до 2—3 часов ночи, а иногда и до 6 часов утра, весной и осенью. Их сути помощник не понимал, но полагал, что они превосходят «человеческое искусство и разумение». Лаборатория, по словам Х. Ньютона, была хорошо оборудована и снабжена всеми необходимыми материалами, а целью исследований была трансмутация металлов посредством «антимония».
После публикации «Начал» в 1687 году доля заметок об экспериментах в общем объёме алхимических текстов Ньютона сократилась (55 000 из 175 000 слов). Весной 1693 года у Ньютона начали проявляться признаки тяжёлого нервного заболевания, вызванного, вероятно, отравлением тяжёлыми металлами, прежде всего ртутью. В 1696 году Ньютон занял должность управляющего Монетным двором и переехал в Лондон, в связи с чем оставил занятия «экспериментальной алхимией». Автор предисловия к каталогу аукциона 1936 года поясняет это следующим образом: «После получения места на Монетном дворе всякая ассоциация имени Ньютона с алхимией показалась бы чрезвычайно неудобной. Слух о том, что директор Монетного двора может превращать медные фартинги в блестящие золотые гинеи, посеял бы панику во всей стране». Вопрос о том, сохранился ли у него теоретический интерес к алхимии, более сложный. Возможно, в 1700-е годы Ньютон общался с таинственным алхимиком Уильямом Явортом, также известным как Кляйдофор Мистагог (Cleidophorus Mystagogus). В библиотеке Ньютона упоминаются только 4 книги алхимического содержания, изданные после 1700 года: трактат Уильяма Салмона, расширенное переиздание «Marrow of Alchemy» Джорджа Старки и два трактата Мистагога.

### Использование опыта предшественников

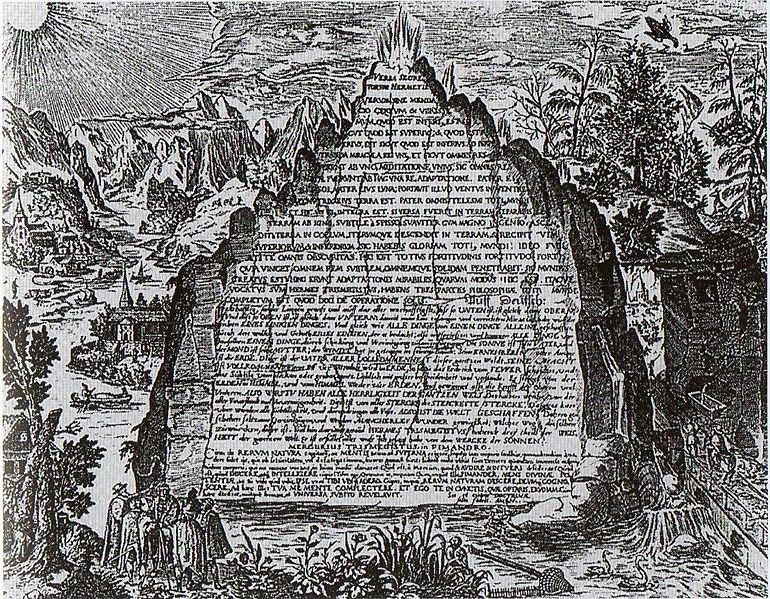
«Изумрудная скрижаль» в представлении художника начала XVII века. Изучением этого небольшого текста (примерно 200 слов) Ньютон занимался более двадцати лет.

Не в меньшей степени, чем на проведённые собственноручно опыты, Ньютон полагался на письменное знание. Хорошо известно, что учёный пытался осуществить синтез своих оккультных и естественнонаучных исследований путём изучения «древнего знания» (лат. prisca sapientia), идущего от Адама, но искажённого при передаче. Ньютон рассматривал его как подлинную мудрость, постепенно утраченную, но которую можно восстановить на основе герметических текстов. Отсылки к произведениям античных авторов и древней мудрости вообще встречаются в его рукописях, письмах и, прежде всего, в знаменитой «Общей схолии», изданной как приложение к третьей книге «Математических начал натуральной философии». Для расшифровки древнего знания Ньютон разработал тщательно продуманную систему для толкования текстов в своих богословских и хронологических исследованиях. Согласно ей, истина о будущих событиях и об устройстве мира была дана древним, но в форме иносказания. Поэтому воспользоваться древней мудростью можно только для демонстрации божественного Провидения, но не для предсказания будущего — в этом и заключался смысл исследований Ньютона в области древней хронологии. Аналогичным образом, понимание древних научных знаний достигается только тогда, когда они переоткрываются на основе точного экспериментального метода. Как отмечает П. Раттенси, это был распространённый со времён Возрождения тактический приём, применявшийся для легитимизации новых научных концепций. Бойль, чьи методы исследований часто сопоставляются с ньютоновскими, сомневался в том, что такое знание существовало, а если и существовало, то его можно восстановить. Бойль, как и Ньютон, был знаком с приписываемой Гермесу Трисмегисту «Изумрудной скрижалью» и даже цитировал в своём эссе «Of the Study of the Book of Nature» (1650). Однако для него Гермес был, скорее, примером благочестия, чем источником древнего знания. Поэтому в своих опубликованных работах избегал ссылок на герметическую традицию.
Идею искать мудрость у древних мудрецов Ньютон мог почерпнуть у философов, входивших в группу «Кембриджских неоплатоников», прежде всего Генри Мора (1614—1687). Интеллектуальная связь Ньютона с Мором началась задолго до их знакомства в Кембридже. Оба они были уроженцами Грантема, а брат аптекаря Кларка, у которого жил Ньютон, был подопечным Мора в университете. Мор много лет посвятил развитию философии Декарта, из которой хотел устранить её базовое предположение о бездушности Вселенной, функционирующей как исключительно механическая система. К явлениям духовного порядка Мор относил, например, колебание струн в унисон и методы симпатического лечения, пропагандируемые Кенелмом Дигби. С трактатом Мора «О бессмертии души», где на основе свидетельств prisca sapientia доказывалось предсуществование душ, Ньютон познакомился между 1661 и 1665 годами. Влияние трактата Мора на взгляды Ньютона было весьма значительным, и можно утверждать, что именно благодаря ему Ньютон отверг картезианское отождествление материи и пространства, приняв постулируемую Мором связь протяжённости с духом, а всего пространства — с Богом.
К концу жизни Ньютон собрал довольно большую библиотеку. Согласно имеющимся описям, только приблизительно 16 % из примерно 1620 названий относились к математике, физике и астрономии, тогда как богословию и философии было посвящено 32 % томов, истории и хронологии 14 %. Среди книг по химии, минералогии и алхимии, составлявших 10 % библиотеки (175 названий), были труды как тех, кого в настоящее время относят к химикам — Георгия Агриколы, Роберта Бойля, Кристофа Глазера, Луи Лемери, Андреаса Либавия и Иоганна Шрёдера, — так и представителей более «оккультной» направленности: Иоганна Холландуса, Элиаса Эшмола, Джона Ди, Псевдо-Гебера и других. 112 или 113 наименований в 139 томах можно отнести к собственно алхимии. По мнению Ричарда Уэстфолла, Ньютон постоянно сопоставлял мнения разных авторов, будучи убеждённым в том, что они должны сложиться в единую истинную картину. Ещё Джон Кейнс обратил внимание на связь алхимической библиотеки Ньютона с изданиями, опубликованными книготорговцем Уильямом Купером (William Cooper) в период с 1668 по 1688 годы (в распоряжении Ньютона был каталог изданных Купером книг по химии), однако интересы учёного не ограничивались изданиями на английском языке. Немецкого языка Ньютон, скорее всего не знал, а его знания французского были не очень хороши. Несмотря на это, в его алхимической библиотеке были тексты и на этом языке. В значительной степени состав алхимической библиотеки Ньютона пересекается с библиографическими рекомендациями «Химической библиотеки» Пьера Бореля (1654). В целом, владея только английским и латынью, Ньютон имел доступ практически к любому заслуживающему внимания научному тексту. Алхимическую библиотеку Ньютона после смерти учёного купил Джон Хаггинс (John Huggins), и он же составил её единственный известный каталог. В 1920 году собрание было распродано по частям, но позднее почти целиком оказалось во владении Pilgrim Trust. В настоящее время 109 книг из него хранится библиотеке Тринити-колледжа Кембриджского университета.

## Алхимические рукописи Ньютона

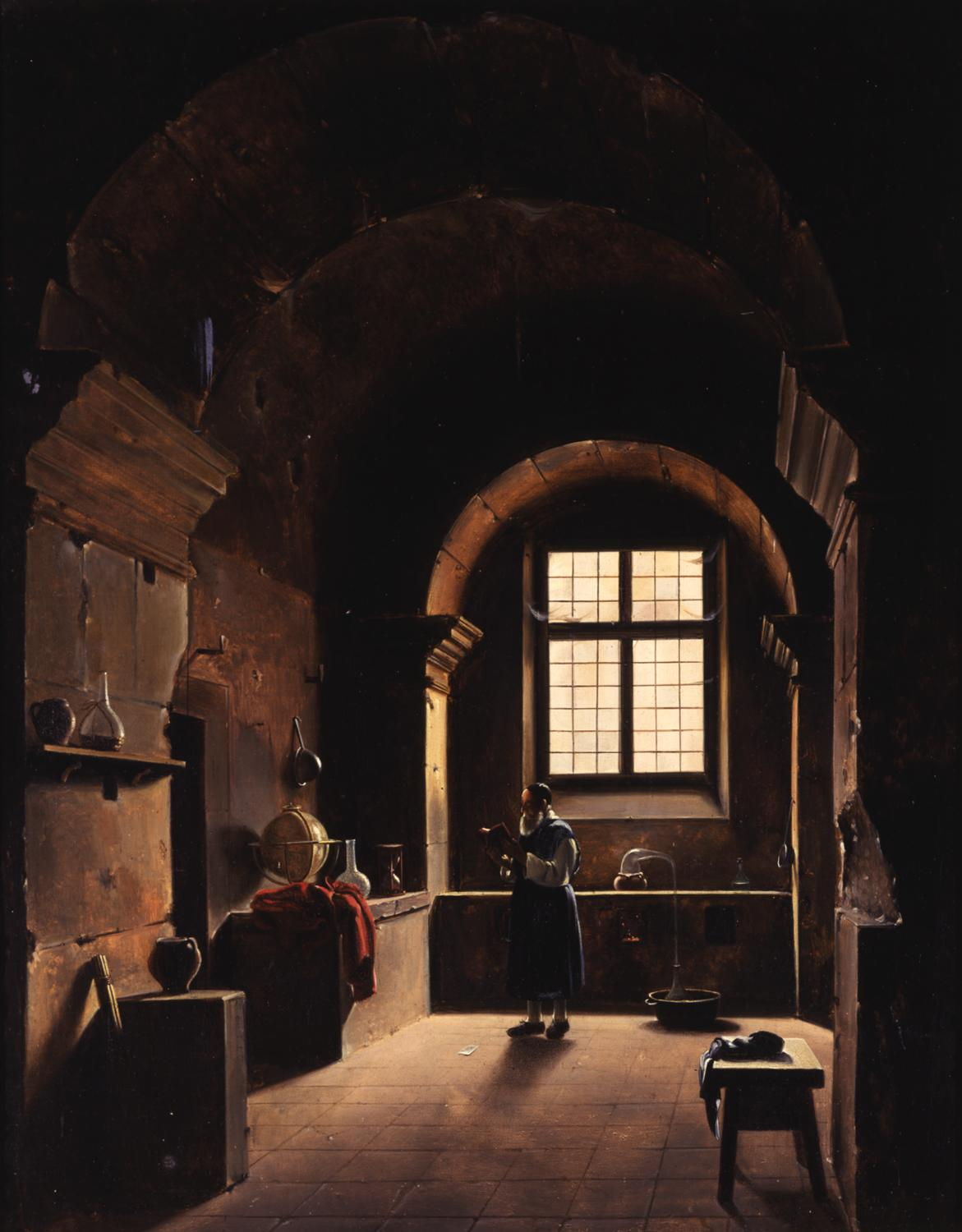
«Алхимик», картина Франсуа Гране, XIX век.

Большая часть рукописного наследия учёного после его смерти перешла к Джону Кондуиту, мужу его племянницы Кетрин. Для оценки рукописей был привлечён врач Томас Пеллет, который счёл пригодными для публикации только «Хронологию древних царств», не издававшийся фрагмент «Математических начал», «Наблюдения о пророчествах Даниила и Апокалипсиса» (англ. Obsevations upon the Prophesies of Daniel and the Apocalypse of St. John) и «Парадоксальные вопросы относительно морали и действий Афанасия и его сторонников» (англ. Paradoxical Questions Concerning the Morals and Actions of Athanasius and His Followers). Остальные бумаги, по мнению Пеллета, представляли собой «чушь в пророческом стиле» и не подходили для публикации. После смерти Дж. Кондуита в 1737 году бумаги перешли к Кэтрин, которая безуспешно пыталась издать богословские заметки своего дяди. Она консультировалась с другом Ньютона, богословом Артуром Сайксом (1684—1756). Сайкс оставил себе 11 рукописей, а остальная часть архива перешла в семью дочери Кетрин, вышедшей замуж за виконта Лимингтонского, и далее находилась во владении графов Портсмутских. Документы Сайкса после его смерти попали к преподобному Джеффри Икинсу (ум. 1791) и хранились в семье последнего, пока не были подарены Новому колледжу Оксфорда в 1872 году. До середины XIX века к собранию Портсмутов имели доступ немногие, в их числе был известный физик и биограф Ньютона Дэвид Брюстер. В 1872 году пятый граф Портсмут передал часть рукописей (преимущественно физико-математического характера) Кембриджскому университету. В 1888 году был издан каталог Портсмутской коллекции с перечислением 140 алхимических рукописей. Исторические, хронологические, теологические и алхимические рукописи были выставлены на аукционе Сотбис в июне 1936 года. Согласно произведённой тогда оценке, в выставленных на продажу документах по теологии и хронологии содержалось 1 400 000 слов в 49 лотах, по алхимии — 650 000 слов в 121 лоте. Бо́льшую часть алхимических рукописей и документы Кондуита приобрёл экономист Джон М. Кейнс, передавший свою покупку Королевскому колледжу. В 1946 году Кейнс подготовил описание этих рукописей и, согласно его мнению, Ньютон «был не первым в эпоху разума, а последним магом, последним из вавилонян и шумеров, последним великим умом, который смотрел за пределы видимого и познаваемого мира теми же глазами, как и те, кто начал построение нашего интеллектуального наследия не менее 10 000 лет назад». Значительное количество теологических рукописей на аукционе 1936 года приобрёл востоковед и коллекционер рукописей Абрахам Яхуда. После смерти последнего в 1951 году его собрание, в том числе рукописи Ньютона, были переданы в Национальную библиотеку Израиля, однако в результате судебных разбирательств они там оказались фактически только в 1969 году. Никаких других алхимических рукописей Ньютона, помимо проданных в 1936 году, не известно.
Собрание алхимических рукописей Ньютона из Королевского колледжа насчитывает 57 произведений объёмом от 1000 до 25 000 слов. За редким исключением они все написаны рукой Ньютона и собраны в виде книг. Значительная их часть представляет дословно переписанные классические труды по алхимии, что достаточно необычно. Например, алхимическая библиотека современника Ньютона, Роберта Бойля (1627—1691) сформирована преимущественно из полученных в дар печатных изданий, или переписанных за деньги рукописей. Является ли причиной тому болезненность Бойля, не позволявшая ему много писать, его богатство или что-то иное — не известно. Рукописи в библиотеке Ньютона не датированы и не содержат явных указаний о времени их составления. В 1950 году в своей докторской диссертации Д. Кастильехо (David Castillejo) предложил схему их классификации и хронологии. Все они написаны на латыни или английском, за исключением одной, на французском. В некоторых случаях листы рукописей разделены вертикальной чертой на две части, в одной из которых приводится оригинальный переписываемый текст, а в другой мысли Ньютона по его поводу. Согласно Кейнсу, рукописи можно разделить на 4 группы: списки алхимических книг и рукописей; выписки из алхимических трактатов; Indices Chemici и списки авторов; собственные алхимические труды Ньютона, законченные и незаконченные. В 1984 году биограф Ньютона Ричард Уэстфолл оценил объём алхимического наследия Ньютона в 1 200 000 слов. Примерно 200 000 слов из общего числа относятся к концу 1660-х — началу 1670-х годов, примерно треть можно датировать 1674—1687 годами, и остальные — началом 1690-х годов.
Ряд алхимических трактатов Ньютона опубликован:
- Sententiae Notabilis (King’s College MS 38) издана Ф. Тейлором в 1956 году. Рукопись, написанная рукой Ньютона, не датирована, но может быть отнесена к периоду до 1686 года[83]. В этом тексте на основе трудов предшественников Ньютон пытается выстроить целостный и основанный на экспериментах процесс получения «философской ртути», а затем её применения для получения философского камня, якобы необходимого для преобразования серебра в золото[84].
- The Seven Chapters (MS 27) представляет собой список текста, приписываемого Гермесу Трисмегисту с многочисленными исправлениями и уточнениями. Перевод текста на английский выполнен самим Ньютоном. Точное происхождение оригинальных «Семи глав», использованных Ньютоном, неизвестно. Источником мог быть компендиум «Bibliothèque des philosophes chimiques», изданный в 1672—1678 годах, и имевшийся в библиотеке Ньютона, или какой-то из более ранних сборников[85].
- Index chemicus (MS 30) является крупнейшей рукописью из этого корпуса текстов и, по мнению Ричарда Уэстфолла, одной из важнейших[66]. Она представляет собой индекс к прочитанной Ньютоном литературе по авторам и химическим терминам. Фактически, «Индекс» является совокупностью блокнотов, которые Ньютон вёл много лет. Три основные рукописи «Индекса» делятся на 879 рубрик выписок из произведений примерно 100 различных авторов и содержат в сумме 1975 отдельных записей[86].
- Тексты Of natures obvious laws & processes in vegetation, Hermes, Out of La Lumiere sortant des Tenebres, Experiments & Observations Dec. 1692 & Jan. 169 2/3 и Praxis опубликованы в качестве приложений к монографии американской исследовательницы алхимии Бетти Доббс[англ.] (1991).
- De Scriptoribus Chemicis, содержащую перечень книг из алхимической библиотеки Ньютона проанализировала и опубликовала в 1992 году К. Фигала с коллегами[87].

## Содержание исследований

### Цели и задачи
Среди историков и биографов нет единого взгляда на причины, по которым Ньютона увлекали алхимические исследования. Продолжая сравнение с Робертом Бойлем, исследователи отмечают, что цели обоих учёных в основном совпадали, и включали получение знания в области натуральной философии, изготовление лекарств и защита ортодоксального христианства. Из перечисленного, видимо, медицинский аспект алхимии интересовал Ньютона в наименьшей степени. По крайней мере, известен только один рецепт лекарственного препарата, который приготавливал Ньютон. Это так называемый «бальзам Лукателло» из скипидара, дамасской розовой воды, пчелиного воска и оливкового масла, хорошо помогавший от кори, чумы и оспы. По мнению американского историка Фрэнка Мэньюэла, Ньютона больше привлекали моральная и философская стороны алхимии, не сильно отличавшиеся от пуританского богословия. Как считал Джордж Старки, «алхимик должен полностью отдаться служению Богу; он должен молитвой присоединится к Божеству и путём серьёзной медитации и упорного труда достичь истинного знания». Среди бумаг Ньютона находят множество переписанных им молитв о даровании философского камня, обещаний не употреблять его для собственного обогащения и охранять секрет от грешников. О том, что изготовление золота и серебра не приносит адептам алхимии никакой радости писал и Элиас Эшмол в своём «Химическом Театре».
Ряд исследователей, прежде всего Б. Доббс, пытаясь сформулировать целостную картину мировоззрения и научной методологии Ньютона, исходят из посылки, что его целью было проникнуть в суть божественного замысла с помощью всех доступных ему средств — математики, экспериментов, наблюдений, разума, откровения, исторических записей, мифов и разрозненных обрывков древнего знания. Скорее всего, философский камень не был целью Ньютона и, принимая точку зрения Доббс, он был не более, чем результатом искажения древнего знания, сохранившегося в форме алхимии. Для Бойля, напротив, это вещество было ценно как своими физическими свойствами, так и способностью привлекать духовные и ангельские силы. Оба учёных связывали алхимию с религией, но если для Бойля она должна была опровергнуть атеизм, то в случае Ньютона необходимо рассматривать алхимию в контексте его библиоцентричных еретических религиозных взглядов. Согласно Б. Доббс, в арианском богословии Ньютона Христу отводилась роль «наместника Бога», ответственного за силы и немеханические взаимодействия. У. Ньюман оспаривает её аргументацию, поскольку соответствующие записи Ньютона допускают и иное толкование.

### Эксперименты 1668—1675 годов

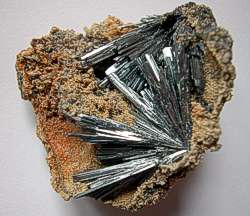
Радиальные кристаллы антимонита.

Сведения о ранних экспериментах Ньютона содержатся в рукописи, известной как MS Don. b. 15. В отдельных аспектах она основана на трактате Бойля «Of Forms», а в других (прежде всего относительно конструкции алхимических печей), по видимому, на личном предшествующем опыте Ньютона. Документ представляет собой подборку алхимических терминов и определений. Другие рукописи того периода также ссылаются на многочисленные труды Бойля первой половины 1660-х годов. За счёт обращающихся в кружке Сэмюэля Хартлиба рукописей алхимическая библиотека Ньютона постепенно росла. Тогда же Ньютон начинает проводить самостоятельные эксперименты. Выявление целей его первых экспериментов осложняется тем, что практически все лабораторные журналы Ньютона за 1668—1675 годы утрачены. Суммируя состояние сохранившихся источников, Б. Доббс отмечает, что большая их часть не представляет интереса, а в оставшихся можно выделить несколько основных идей. Согласно преобладавшей среди алхимиков «ртутно-серной теории», свойства металлов, в том числе их благородство, определяются соотношением содержащихся в них двух начал — «философской серы» и «философской ртути», не совпадающих тождественно с соответствующими химическими элементами. Как утверждал алхимик XIII века Альберт Великий, реально существующие металлы несовершенны, больны и испорчены, и могут быть исправлены с помощью очищения их ртути и серы. Эти представления Ньютон разделял, и значительная часть его ранних экспериментов связана с различными способами получения того, что в терминологии XVII века могло быть названо ртутью. Их можно свести к двум подходам: расплавлению руд или сплавов или реакция замещения металлов с солями ртути (например, с одним из её хлоридов), в результате которой получалась обычная ртуть. Согласно записям Ньютона, им были испробованы несколько способов. Первый из них сводился к растворению обычной ртути в азотной кислоте с последующим добавлением к раствору какого-либо «несовершенного металла», например, меди или свинца. В результате осаждалась ртуть, которая считалась отличной от первоначально использованной, более совершенной и пригодной для последующей трансмутации. Соответствующие реакции выглядели следующим образом:
{\displaystyle {\mathsf {Hg+4HNO_{3}\ {\xrightarrow {}}\ Hg(NO_{3})_{2}+2NO_{2}\uparrow +2H_{2}O}}} (концентрированная кислота), или
{\displaystyle {\mathsf {3Hg+8HNO_{3}\ {\xrightarrow {}}\ 3Hg(NO_{3})_{2}+2NO+4H_{2}O}}} (разбавленная кислота);
{\displaystyle {\mathsf {Pb+Hg(NO_{3})_{2}\ {\xrightarrow {}}\ Pb(NO_{3})_{2}+Hg\downarrow }}}.

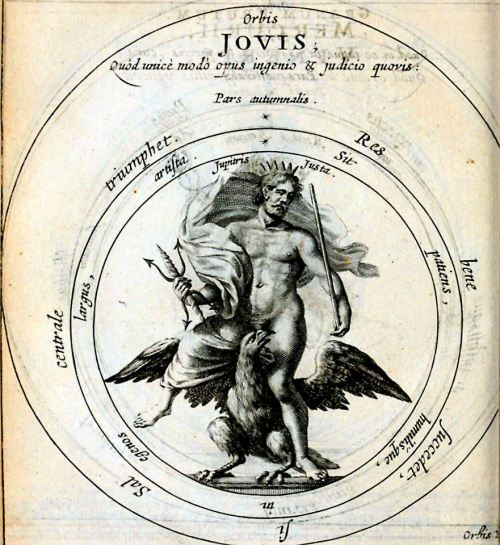
Юпитер, его орёл и скипетр. Иллюстрация из трактата Иоганна де Монте Снайдера «Reconditorium ac reclusorium opulentiae sapientiaeque numinis mundi magni, cui deditur in titulum Chymica vannus», 1666.

Без указания связи со своими экспериментами 1660-х годов Ньютон описывает подобный процесс в «Оптике»: «… когда … раствор ртути в Aqua fortis, при наливании на железо, медь олово или свинец, растворяет металл, освобождая ртуть, — не свидетельствует ли это о том, что кислые частицы Aqua fortis более сильно притягиваются Lapis Calaminaris, чем железом, и более сильно железом, чем медью, более сильно медью, чем серебром, более сильно железом, медью, оловом и свинцом, чем ртутью».
Другой способ предполагал использование сурьмы, или, в алхимической терминологии, королька антимония (лат. Regulus Antimonii). Различными способами Ньютон получал из антимония сурьму, которую Ньютон рассматривал как отдельные разновидности Regulorum. Об антимонии Ньютон говорил как о «грубом и незрелом минерале», в котором, тем не менее, «материально присутствует нечто уникально-металлическое», то есть королёк. При определённых условиях из антимония, то есть сульфида сурьмы(III) (а точнее из содержащего его антимонита), получался королёк, кристаллы которого располагались радиально; в таком виде он назывался Regulus martis stellatus (звёздный королёк Марса). Упоминание Марса связано с использованием железа в реакции замещения; в случае использования, например, меди, королёк относили к Венере:
{\displaystyle {\mathsf {Sb_{2}S_{3}+2Fe\ {\xrightarrow {}}\ 2Sb+Fe_{2}S_{3}}}}.
О значении антимония Ньютон мог узнать из имевшегося у него трактата алхимика XV века Василия Валентина «Триумфальная колесница антимония». Примерно в начале 1669 года Ньютон начал изучать алхимические труды Михаила Сендивогия и Жана Д'Эспанье. Как обычно, результатом стали заметки учёного в форме выписок и пояснительных комментариев к ним. По мнению Б. Доббс, в экспериментах по извлечению философской ртути из различных корольков, Ньютон в большей степени отталкивался от идей указанных авторов, а также Иринея Филалета. Сендивогий и Д’Эспанье также подчёркивали значение магнитов и их притягивающей силы. Ньютон, называя магнит в своих рукописях Chalybs, говорит об антимонии как его первооснове.
Ключ к поискам философского камня Ньютон искал в самой разнообразной литературе, и в одной из рукописей 1670-х годов (Keynes MS 58) содержатся записи, вдохновлённые, по-видимому, трактатами немецкого алхимика Иоганна де Монте Снайдера. Здесь описываются попытки Ньютона получить следующие алхимические субстанции: сухую воду (лат. aqua sicca), орла олова (или Юпитера), и скипетр олова (Юпитера). Обширные выписки из «Метаморфоз планет», которые привели в ужас раннего биографа Ньютона Дейвида Брюстера, наполнены аллегориями, символами и их толкованиями. В частности, Юпитер рассматривался как седобородый монарх, мирно правящий своим королевством при помощи Меркурия и перемещается на могучем орле. Учитывая сохранявшееся в XVII веке отождествление античных божеств и соответствующих им планет с семью известными тогда металлами, Ньютон пытался перевести эти пророчества на язык химических реакций. Записки о «совокуплении Марса и Венеры и сети Вулкана» свидетельствуют о попытке Ньютона перевести на алхимический язык миф о золотой сети Вулкана. С этим направлением экспериментов Ньютон связывал рассказ из «Arcanum Hermeticae philosophiae opus» Д’Эспанье и анонимного алхимического трактата XVI века «Lambspring» о двух «философских рыбах», жирной и серебристой, которых следует уловить в сети. Их Ньютон понимал как аллегории философской серы и философской ртути соответственно. Как и прочие, эти попытки не были успешны.
Значительные споры вызвала рукопись «Clavis» (Keynes MS 18), впервые изданная Б. Доббс в 1975 году. По мнению исследовательницы, этот небольшой текст, посвящённый амальгамированию антимония, является итоговым для первого периода алхимических занятий Ньютона. В последующих публикациях подлинность этой рукописи оспаривалась, равно как выводы общего характера, сделанные на основе этого предположения. В 1977 году К. Фигала назвала автором «Clavis» Иринея Филалета, к корпусу сочинений которого этот текст ранее не относили. Дальнейшее обсуждение личности этого легендарного алхимика установило его полную тожественность с Джорджем Старки, который, соответственно, и был назван истинным автором этого произведения. Ньютон действительно написал несколько алхимических трактатов, избрав себе псевдоним Jeova sanctus unus, являющийся анаграммой Isaacus Neuutonus. Важной работой этого периода признаётся небольшой трактат, озаглавленный «On Natures obvios laws & processes in vegetation», также известной также как «Произрастание металлов». В нём Ньютон пытается ответить на вопрос, каким образом материя, согласно картезианской философии пассивная и существующая как совокупность бесчисленного множества непрерывно движущихся частиц, способна принимать сложные формы в живых и познающих существах. Учёный даёт следующий ответ: это невозможно без божественного вмешательства, и что существует присущий материи «растительный дух» (vegetable spirit). Механическим способом нельзя объяснить все наблюдаемые феномены, и своим происхождением бесчисленные формы жизни обязаны совершенно другому принципу. Таким образом, отмечает Б. Доббс, алхимическое знание для Ньютона было не заменой механистической философии, а её дополнением. Идея о двух началах, растительном и механическом, могла быть почерпнута Ньютоном либо непосредственно из трудов ван Гельмонта, либо из трудов его многочисленных последователей.

### Второй этап, 1676—1696 годы
В 1676 году начался новый период в жизни Ньютона, названный его биографом Р. Уэстфоллом «годами молчания». Учёный практически прервал прежние связи с научным сообществом и почти на десятилетие выпал из активной научной жизни. Хотя об алхимических исследованиях Ньютона начиная со второй половины 1670-х годов сохранилось больше свидетельств, в значительной степени его внимание переключилось на другие области знания, в частности, богословие. То, что эти интересы были взаимосвязаны, видно из рукописи «Theologiae gentilis origines philosophiae», в производится сопоставление библейских персонажей, египетских и римских богов «хаосу элементов», включающему семь планет, четыре стихии и квинтэссенцию. Под символом огня 🜂 Ньютон записал две субстанции — серу и кислоту. Символ квинтэссенции ♁ тот же, что и у антимония, под которым указан «хаос». В этой же рукописи Ньютон разъясняет понятие «магнезии», которая не является ни одним из четырёх элементов, но всеми ими сразу — она «водяной огонь и огненная вода, земной дух и духовная земля. Это сосредоточенный дух мира, и самая достойная квинтэссенция всех вещей, и потому заслуживает быть называемой символом мира». О содержательной стороне экспериментов Ньютона этого периода сложно судить, поскольку он зачастую пользовался символами собственного изобретения, о значении которых можно только догадываться. В 1676 году Ньютон познакомился с Робертом Бойлем, и именно алхимия была темой их первых обсуждений. С начала 1680-х годов в круг общения Ньютона входят философ Джон Локк и математик Никола Фатио де Дюилье, также интересовавшиеся этой наукой.
Советский физик и биограф Ньютона С. И. Вавилов в 1945 году выявил эволюцию взглядов Ньютона на механизм растворения веществ. В письме к Бойлю 1679 года растворяющее действие воды связывается с эфиром («Вода прекращает или по крайней мере уменьшает … начало, связующее частицы в тело, ибо она делает эфир со всех сторон частицы более однородным в отношении плотности, чем раньше»). Объяснение на основе силы притяжения предлагается в написанном около 1691 года мемуаре «О природе кислот» («De natura acidorum»), единственной опубликованной работе Ньютона по химии (1710). В нём излагаются соображения по поводу иерархической структуры материи, её составных элементах и их природе, в связи действием кислот Ньютон пишет: «Частицы кислот больше частиц воды и потому менее летучи, но много меньше земельных частиц и поэтому значительно менее связаны. У них имеется большая притягательная сила, и в этом состоит их действенность… Природа их средняя между водой и телами, и они притягивают то и другое. Вследствие притягательной силы своей они собираются вокруг частиц тел, как каменных, так и металлических… Посредством силы притяжения кислоты разрушают тела, двигают жидкость и возбуждают тепло, разделяя при сем некоторые частицы настолько, что они превращаются в воздух и создают пузырьки. В этом состоит основа растворения и брожения… И так же как шар земной, притягивая силой тяготения воду больше, чем легкие тела, приводит к тому, что легкие тела поднимаются в воде и убегают от земли, так и частицы солей, притягивая воду, расходятся друг от друга, отступая на наибольшее пространство, распространяясь по всей воде». Ещё одной важной алхимической работой Ньютона является составленный летом 1693 года «Praxis». Основной темой этого эссе является осуществление процесса алхимического умножения металлов до бесконечности. Уэстфолл предполагает, что в это время Ньютон пребывал в сложном психологическом состоянии, ставшего причиной нервного срыва в сентябре 1693 года. Таким образом, «Praxis» следует воспринимать не как отчёт о реально выполненных экспериментах, а как отражение глубокого погружения учёного в мир алхимии.
Как бы подводя итог своим алхимическим занятиям в 1698 году, Ньютон загнул в своём экземпляре «Химии» Никола Лемери страницу с такой печальной сентенцией:
Но самое печальное – видеть, как множество из тех, кто провел свои лучшие годы в отчаянных заботах несмотря ни на что, транжиря всё, что у них было, довели себя, в награду за свои ничтожные старания, до самой крайней степени бедности. Пенотус послужит нам примером такого рода, среди тысяч подобных. Он умер без двух лет столетним старцем, в госпитале швейцарского Ивердона, сказав перед смертью следующее о своих тщетных поисках философского камня: «Только смертельному врагу, которого не осмелишься встретить открыто, посоветовал бы я прежде всего посвятить себя изучению и практике Алхимии».

## Теория материи Ньютона

### Эфир и силы
В XVII веке философские проблемы, связанные с понятием механического движения ещё не были решены. Ко времени Ньютона были сформулированы два основных подвопроса: «что является первоначальной причиной движения», и «какова причина сохранения движения». Важным достижением стала выдвинутая Галилеем концепция движения как свойства тела, наряду с другими его свойствами, такими как цвет и форма. Одновременно с этим, как отмечает философ Эрнан Макмаллин, в XVII веке носителем первичных свойств тел считалась материя и, соответственно, её характеристики имели непосредственное отношение к механическим свойствам тел. В том же столетии подход к построению доказательств в метафизике сместился от самой материи к её эффективным свойствам; применительно к задачам механики таким свойством является масса. Одним из подходов к решению указанных вопросов был корпускулярный, в котором все свойства материи выводились из рассмотрения тел как совокупности механически взаимодействующих частиц. Этот способ допускал теоретическую возможность полностью описать Вселенную, но не давал ответа на вопрос, почему тела взаимодействуют так, а не иначе. В механической философии причиной движения всегда являлся некоторый толчок, и в такой парадигме было затруднительно объяснить падение твёрдых тел на поверхность Земли. Термины «притяжение», «отталкивание» и прочие аристотелевские понятия ко времени Ньютона воспринимались как «оккультные», и подлежали материалистическому переосмыслению. Дальнодействующие силы к таковым не относились, и итальянский учёный Джованни Борелли писал, что никто не может поверить в способность бестелесной силы двигать материальные тела без материального посредника. Введение эфира, выталкивающего тела вниз, позволяло преодолеть это затруднение.

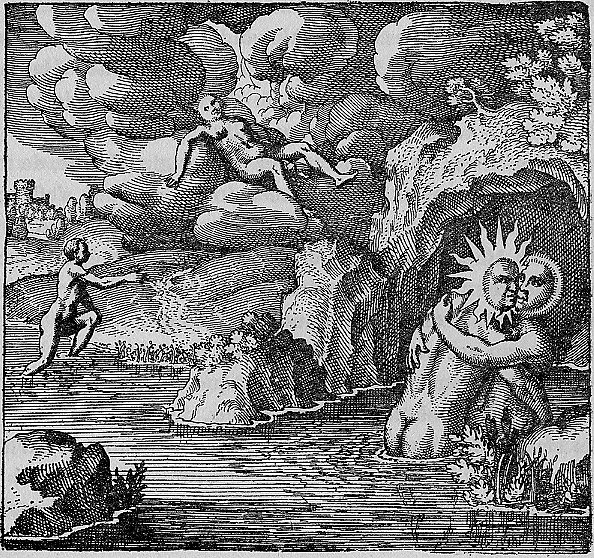
Эмблема XXXIV из трактата Михаэля Майера Atalanta Fugiens символизирует «алхимический брак», то есть смешение (coniunctio) противоположных элементов или начал.

Было предложено несколько толкований того, каким образом философия природы Ньютона связана с его алхимическими работами. Согласно Р. Вестфаллу, Ньютон включил в свою механическую философию герметический принцип «активного начала», по которому природа активна и одушествлена. В герметической парадигме природа обладает психическими свойствами, и взаимодействия между телами может быть описано в терминах симпатии и антипатии. С этих позиций Вестфалл анализирует картину «алхимической космологии», изложенной Ньютоном в докладе «An Hypothesis Explaining the Properties of Light» (1675), посвящённом понятию универсального эфира применительно к задачам оптики. В нём Земля показана как огромный перегонный куб, непрерывно преобразующий вещество в «эфирный дух», который затем вновь сгущается и возгоняется. Активным принципом сгущённого эфира является его способность принимать различные формы после того, как он получил первоначальную команду Творца «плодиться и размножаться». Эфир не является субстанцией, отличной от обычной материи, но представляет её более тонкую форму. Развивая идеи «Произрастания металлов» о двух началах, Ньютон постулирует различение «основного флегматического тела эфира» и «других различных эфирных духов». Гравитационное притяжение Земли, таким образом, может быть вызвано сгущением таких «духов», которые находятся к обычной материи в том же отношении, что и «растительный дух» воздуха к гниющим или горящим веществам. П. Раттенси обращает внимание на то, что Ньютон строго различал природу «растительных» и «механических» явлений. Если первые проявляются через порождение и разложение, и для их осуществления требуется активное начало эфира, то вторые включают в себя гравитацию, приливы, метеоры и «вульгарную химию». В одном из своих текстов Ньютон пишет, что «ещё более вероятно, что эфир является всего лишь средством для более действенного духа, и что тела могут состоять из них обоих; они могут впитывать эфир как воздух, и в эфире заключён дух. Этот дух является телом света, потому что оба они обладают чудесным активным началом, оба они чудодейственные работники …». Здесь «дух» соответствует алхимическому понятию spiritus, субстанции, присутствующей в каждом теле, и выражающей принцип его активности и, согласно приведённому фрагменту, таким «духом» для эфира Ньютон полагал свет.
Следующей вехой в эволюции взглядов Ньютона на природу считают незавершённый трактат «De aere et aethere» («О воздухе и эфире»), датируемый Уэстфоллом примерно 1679 годом. В нём впервые было ясно сказано, что тела воздействуют друг на друга на расстоянии. Ранее подмеченное Ньютоном явление отталкивания тел, например, при попытке привести в соприкосновение две пластины шлифованного стекла, объяснялось участием эфира. Тому факту, что трактат обрывается на середине фразы, Уэстфолл придаёт большое значение и полагает, что именно тогда Ньютон пришёл к отказу от гипотезы о существовании эфира. Из рассмотрения эфира как жидкости, заполняющей пространство между телами и их внутренние полости и передающей воздействие на тело, неизбежно следовал вопрос — что оказывало воздействие на сам эфир. В результате возникала бесконечная логическая рекурсия. Не ограничиваясь общими рассуждениями, Ньютон ставил опыты для обнаружения эфира. Решающими среди них, по мнению Уэстфолла, стала серия опытов, в которой Ньютон сравнивал периоды колебания маятника с полым и заполненным грузом. Конечным итогом, зафиксированным в «Математических началах», стало признание за силами притяжения и отталкивания такого же онтологического статуса, как у материи и движения. Их всеобщность подчёркивается в 31 вопросе «Оптике» отсылкой не только к механическим явлениям, но и магнетизму, электричеству и химическим реакциям. В «Оптике» Ньютон возвращается к идее «активного принципа». Называя инерцию (vis inertia) в 31 вопросе пассивным принципом, он утверждает, что одного его не достаточно, чтобы обеспечить сохранение движения в механической системе: «… частицы имеют не только Vis inertiae, сопровождаемую теми пассивными законами движения, которые естественно получаются от этой силы, но также … они движутся некоторыми активными началами, каково начало тяготения и начало, вызывающее брожение и сцепление тел». Здесь же Ньютон перечисляет широкий спектр физических явлений, в которых этот принцип проявляется различным образом. Некоторые из них протекают с выделением тепла, которое Ньютон объясняет движением частиц. По мнению К. Фигала, отсюда вытекает связь теорий вещества и гравитации Ньютона с его алхимическими представлениями. По её интерпретации, инерция у Ньютона является неотъемлемым свойством неизменяемых частиц, создавать которые может только Бог. Частицам материи соответствует «серный первоэлемент» алхимии, тогда как пустоту между ними символизирует алхимическая ртуть.
Алхимическое происхождение концепции сил не является единственно возможным, и американский историк науки Бернард Коэн констатирует отсутствие документов, подтверждающих рассмотрение Ньютоном сил притяжения до 1679—1680 годов, когда его внимание к этой теме привлёк Робер Гук. По мнению Коэна (1982), более уместным было бы предположить существование особого «ньютоновского стиля» математизирования, чем влияние алхимии. Отвергая аргумент об отсутствии документов, Б. Доббс указывает на алхимические рукописи Ньютона. Существенным обстоятельством этой полемики, на которое обращают внимание многие исследователи, является лежащая в основе работ Б. Доббс парадигма Карла Густава Юнга о психологическом и духовном основании алхимических занятий. В 2000-х годах с опровержением гипотез Б. Доббс и Р. Уэстфолла с анти-юнгианских позиций выступили Л. Принсип и У. Ньюман. Согласно Принсипу, из отнесения Ньютоном «вульгарной химии» к механике и веры в существование «растительных» действий не следует, что Ньютон разделял идеи виталистической алхимии. Рассматривая эту дихотомию, Л. Принсип пишет, что можно указать как исповедовавших витализм «химиков», так и наоборот, алхимиков, чьи взгляды были механистичны. Более того, по его мнению, само разделение учёных прошлого на «химиков» и «алхимиков» основывается на аисторических подходах XIX и начала XX веков.

### Свойства и структура материи
Теория материи никогда не была систематически изложена Ньютоном, и выводится современными исследователями из совокупного рассмотрения трёх составляющих его научного наследия: работ, опубликованных при его жизни, опубликованных посмертно, и оставшихся только в рукописях. В студенческие годы Ньютон был «корпускуляристом-эклектиком», заимствовавшим различные элементы из трудов Декарта, Гассенди, Бойля, Гоббса, Дигби и Мора. Ньютона тревожил вопрос о «первичной материи», и он не был готов признавать её совокупностью математических точек или бесконечно делимых частиц. Достаточно быстро Ньютон принял взгляд Мора о существовании minima naturalia, то есть минимальных конечных неделимых несжимаемых частиц материи. Для Ньютона непреложным постулатом на этом этапе являлось заполненность пространства эфиром.
Существенным затруднением для корпускуляристов XVII века было объяснение сцепленности материи, то есть стабильности существования твёрдых тел. Имевшиеся толкования этого явления не удовлетворяли Ньютона. Анализируя изменение взглядов Ньютона на этот предмет, исследователи обратили внимание на исчезновение из последующих изданий «Математических начал натуральной философии» (1687) гипотезы о возможности трансмутации («Всякое тело может быть превращено в некоторое другое тело любого другого рода, и все промежуточные степени качества могут быть последовательно наведены в этом теле»). Появившееся вместо него «правило философствования» гласило, что «такие свойства тела, которые не могут быть ни усиляемы, ни ослабляемы и которые оказываются присущими всем телам, над которыми возможно производить испытания, должны быть почитаемы за свойства всех тел вообще». По мнению американского историка науки Арнольда Тэкри, это изменение отражает прояснение и уточнение ньютоновской мысли. Развивая свою идею о свойствах, Ньютон сделал несколько существенных для дальнейшего развития корпускулярных представлений выводов. Введение сил, действующих между частицами, сделало излишней гипотезу о существовании «крючков» для сцепливания частиц между собой. Ещё более важным было отнесение к числу главных свойств тел инерции, которое следует рассматривать совместно с предположением Ньютона о пропорциональности гравитационной и инерционных масс. Таким образом, полагает Тэкри, Ньютон пришёл к отрицанию веры Аристотеля и Декарта в возможность изменения вещества через его форму. К другим выводам об эволюции теории материи Ньютона пришла Б. Доббс, согласно которой примерно к 1669 году Ньютон отказался он механистической философии. Исследовательница соотносит гипотезу из первого издания «Начал» с неоднократно звучавшим в алхимических текстах Ньютона утверждением, что все металлы и «магнезия» имеют общее происхождение, и предполагает, что Ньютон в дальнейшем сохранил убеждение в однородности и преобразуемости материи. Доббс отмечает, что если идею об универсальном единстве материи можно рассматривать в контексте как к алхимических, так и механических представлений, то невозможно найти механическое соответствие «виталистическому агенту» или «магнезии», описанных в «Propositions» (1669). Магнезия, будучи «одного корня» с металлами, является тем активным жизненным началом, которое содержится в магнитах. Посредством магнезии различные формы материи могут переупорядочиваться и принимать новые формы.
Много критических замечаний и толкований вызвало определение количества материи, данное Ньютоном в «Началах» : «количество материи (масса) есть мера таковой, устанавливаемая пропорционально плотности и объёму её» (лат. quantitas materiae est meusura ejusdem orta ex illius densitate et magnitudine conjunctim). Сложность вызывает его кажущаяся тавтологичность, когда масса определяется через плотность, то есть отношение массы к объёму. Как отмечал в 1936 году А. Н. Крылов, это определение имеет смысл только в том случае, если принять плотность за первичное понятие. Поскольку Ньютон не приводит определение плотности, его приходится выводить из подразумеваемой за ним теории вещества.

### «Скорлупочная» теория
Обозначение современными исследователями «поздней» теории материи Ньютона, как «скорлупочной» англ. nut-shell, восходит к известному выражению химика Джозефа Пристли, что «всё твёрдое вещество Солнечной системы можно поместить внутрь ореховой скорлупки». В «Оптике» (добавление во втором издании, 1717) Ньютон, желая объяснить распространение света в прозрачных твёрдых телах, предлагает следующую иерархическую (англ. nutshell, «скорлупочную») систему организации материи, преимущественно состоящей из пустоты:
Представим себе, что частицы тел расположены так, что промежутки или пустые пространства между ними равны им всем по величине, что частицы могут быть составлены из других частиц, более мелких, пустое пространство между коими равно величине всех этих меньших частиц, и что подобным же образом эти более мелкие частицы снова составлены из еще более мелких, которые все вместе по величине равны всем порам или пустым пространствам между ними. Если в каком-нибудь большом теле имеются, например, три таких степени частиц, наименьшие из которых твёрдые, то в этом теле будет в семь раз больше пор, чем твёрдых частей… При шести степенях в теле будет в шестьдесят три раза больше пор, чем твердых частей, и так далее до бесконечности. Есть и другие пути для понимания исключительной пористости тел. Но каково в действительности их внутреннее строение, мы еще не знаем.
Из текста «Оптики» нельзя однозначно понять смысл фразы «и так далее до бесконечности». В другом месте своей книги он пишет, что существуют частицы определённого предельного размера, которые уже не содержат пор. Для каждого «уровня» иерархии частиц Ньютон определил удельное отношение вещества к пустоте, и для первого уровня оно составляет 1:1, а для нижнего уровня — ∞:1. Общее же содержание вещества в твёрдом теле стремительно падает с уровнем иерархии материи, и описывается пропорцией 1:(2n−1). Каждому веществу соответствует своя пропорция и, например, для воды, она составляет 1:65, для воздуха 1:59400, для золота 19:65. Частицы наибольшего размера (англ. particles of the ultimate composition) определяют химические свойства и цвет тела. Между ними действуют силы притяжения и отталкивания. Мельчайшие частицы описываются в «Оптике», чёрные и прозрачные. В этом утверждении К. Фигала видит влияние Михаэля Майера, связывавшего «первичную материю» с хаосом и Сатурном. На уровне первичных частиц материи столько же, сколько и пустоты, а противоположностью тьмы в алхимии Майера был свет, которому соответствовали Юпитер и металл олово. То, что минимальные частицы являются идентичными друг другу, видно из другого отрывка «Оптики»:
При размышлении обо всех этих вещах мне кажется вероятны, что Бог вначале дал материи форму твёрдых, массивных, непроницаемых, подвижных частиц таких размеров и фигур и с такими свойствами и пропорциями в отношении к пространству, которые более всего подходили бы к той цели, для которой он создал их. Эти первоначальные частицы, являясь твёрдыми, несравнимо твёрже, чем всякое пористое тело, составленное из них, настолько твёрже, что они никогда не изнашиваются и не разбиваются в куски.
В 1946 году С. И. Вавилов суммировал основные положения поздней ньютоновской теории вещества следующим образом:
- Материя дискретна и обладает чрезвычайно пористой структурой;
- В основе этой структуры находятся плотные, может быть абсолютно плотные, и неизменяемые элементарные частицы;
- Эти частицы связываются между собой особыми силами, образуя прежде всего чрезвычайно прочные компактные системы очень малых размеров. Эти системы в свою очередь связываются в новые, менее прочные и более объемистые образования, вплоть до привычных нам больших тел. Межчастичные силы могут быть иногда электрической природы;
- Химические и оптические действия тел определяются взаимными действиями сложных систем, внутренне относительно слабо связанных;
- Частицы химически изменяющиеся и определяющие химические свойства, по Ньютону, имеют размеры порядка 10−5 см.
- Теплота соответствует движению частиц разной степени сложности[163].

Из этой концепции следовало, что вещество в целом состоит из примитивных частиц, механические перемещения которых определяют свойства конкретного вида вещества. Распространённой аналогий были «буквы», из которых складывались «слова». Такие представления являлись общепризнанными в XVII — первой половине XVIII веках, пока в конце XVIII века не уступили место химическому атомизму Антуана Лавуазье и Джона Дальтона.

## Значение алхимических работ Ньютона

### Рецепция алхимии Ньютона
Уильям Стьюкли (1687—1765) на основе рассказов Х. Ньютона составил одно из первых описаний алхимических занятий великого ученого. По мнению Б. Доббс, публикуя свои заметки в середине XVIII века, Стьюкли не хотел нанести урон репутации своего покойного друга и поэтому ограничился утверждением о том, что «он [сэр Исаак] написал что-то вроде целой книги по химии, разъясняя первопричины вещества и элементарных частиц, и всё такое в этом заумном духе; с экспериментальным и математическим доказательством. Сам он высоко ценил эту работу; но её рукопись, к сожалению сгорела в лаборатории, как это обычно там бывает. Он так и не восстановил её…». Столетие спустя Дэвидом Брюстером было предпринято первое основательное жизнеописание Ньютона. Имея доступ к его архивам, Брюстер не мог проигнорировать алхимическое наследие своего героя, равно как и его великих современников Джона Локка (1632—1704) и Роберта Бойля. Будучи скорее агиографом, чем биографом, он ограничился утверждением, что «ни желание богатства, ни славы двигало их исследованиями, а только любовь к истине, как мы можем наверное сказать, желание сделать новые открытия в химии и проверить удивительные заявления своих предшественников и современников, вот каковы были их единственные мотивы». Однако, перед лицом огромного количества алхимических рукописей Ньютона — объёмом 650 000 слов по оценке аукционистов Сотбис, Брюстер не мог не ужаснуться, как столь могучий ум, посвятивший себя «абстрактной геометрии и изучению материального мира» мог быть прилежным копиистом алхимической поэзии и «плодов мысли дураков и обманщиков». В 1930-х годах автор следующей значительной биографии Ньютона Л. Т. Мор (Louis Trenchard More) проигнорировал весь массив алхимических рукописей, и рассматривал свидетельства Х. Ньютона как «интересное описание способа Ньютона отдыхать от усталости, вызванной работой над „Началами“». Согласно ему, алхимические увлечения Ньютона имели мистическую подоплёку вследствие не критически воспринятого учения Якоба Бёме. Такое наблюдение сделал ещё в XVIII веке священник Уильям Лоу, однако в настоящее время влияние Бёме на Ньютона опровергается.
До первой половины XX века выводы о сути ньютоновской теории материи делались на основе его трёх сочинений: «Начал», «Оптики» и мемуара «О природе кислот». Отталкиваясь от них, немецкий историк атомистической теории Курд Лассвиц в 1890 году писал, что «Ньютон выражает полное безразличие к теориям материи, и он не пытается ни довести свои предположения о фундаментальных свойствах материи до логического конца, ни согласовать их между собой». В 1946 году С. И. Вавилов, основываясь на том же традиционном корпусе сочинений, но уже зная о существовании корпуса алхимических сочинений, назвал Ньютона автором глубокой и оригинальной атомистической теории, продолжателем Демокрита и Лукреция, предшественником Резерфорда. Аналогичной точки зрения придерживался голландский историк науки Роберт Форбс, который в 1949 году, зная об алхимических рукописях Кейнса, но ещё до начала их научного изучения, решительно отверг принадлежность Ньютона к «золотоделателям», объяснив его алхимические эксперименты попыткой проникнуть в тайну материи. После того, как коллекция Кейнса стала доступна для исследований, несколько рукописей было издано целиком и началось их научное изучение. Одним из первых к алхимии Ньютона обратился британский историк науки Френк Шервуд Тейлор («An Alchemical Work of Sir Isaac Newton», 1956), предположивший, что с помощью алхимии Ньютон смог обосновать введение связующей среды в свою космологию для объяснения явления гравитационного притяжения. По мнению Тейлора, даже предварительный анализ алхимических работ Ньютона позволяет его охарактеризовать как «в полном смысле алхимика», а утверждение, что исследования Ньютона следует признать относящимися к металлургии не подтверждается источниками, хотя счесть их попытками построения оснований химической науки вполне возможно . В 1967 году Мери С. Черчиль (Mary S. Churchill, «The Seven Chapters, with Explanatory Notes») связала алхимические теории Ньютона с его еретическим религиозными взглядами. Одновременно с этим продолжило существовать представление о том, что химические теории Ньютона были научны в современном смысле слова, несмотря на использование в них терминов наподобие «Зелёный Лев», а его эксперименты преследовали рациональные цели. Наиболее последовательно эта точка зрения отражена в серии статей 1950-х годов Марии Боас и Альфреда Руперта Холла. Однако, как отмечает Б. Доббс, ни они, ни другие исследователи, придерживающиеся сходных взглядов, не смогли указать, в чём же именно заключалась рациональность научной программы Ньютона в химии. Значительный интерес исследователей вызывают «Химические индексы» Ньютона. Эти обширные перечни тем, понятий и имён позволяют сделать предположение о том, какие вопросы интересовали Ньютона в большей степени. Согласно замечанию Ричарда Уэстфолла, на каждую цитату из трудов «обычных» химиков приходится несколько сотен выписок с противоположного конца научного спектра. Следующий значительный биограф Ньютона Фрэнк Мэньюэл («A Portrait of Isaac Newton», 1968) проанализировал переписку с Фатио де Дюилье и привлёк внимание к алхимическим работам Бойля. В отличие от Боас и Холла, он полностью проигнорировал экспериментальный аспект деятельности Ньютона, сосредоточившись на интеллектуальной истории. Попытку включить алхимические представления Ньютона в контекст розенкрейцерского движения предприняла английская исследовательница Фрэнсис Йейтс («The Rosicrucian Enlightenment», 1972). По её мнению, Ньютон разделял идеи «алхимического возрождения», главным представителем которого в Англии был Элиас Эшмол. Это течение мысли Йейтс, как минимум частично, возводит к Михаэлю Майеру и розенкрейцерам. В 1975 году Р. Уэстфолл констатировал, что признание факта существования алхимических интересов Ньютона стало вполне респектабельным, и вопрос о его отношении к алхимии может быть поставлен в научном дискурсе, однако ответа пока не на него нет. С середины 1990-х годов, уже после смерти Б. Доббс и Р. Уэстфолла, их теорию о влиянии герметической традиции на концепцию гравитационного притяжения последовательно критикует У. Ньюман. Тем не менее, представление о значимости алхимических работ Ньютона прочно укоренилось и, например, в популярной биографии Майкла Уайта «Isaac Newton, the Last Sorcerer» (1997) говорится, что «без своих глубоких познаний в алхимии он бы почти наверняка не развил ограниченное представление о планетарном движении в концепцию всемирного тяготения».
В 1991 году на микрофильмах было издано 43 ранее неизвестных рукописей Ньютона, а несколько лет спустя стартовал «The Newton Project», в рамках которого ещё большее число богословских и алхимических рукописей стало доступно для изучения. Процесс переосмысления научного наследия Ньютона до сих пор не закончился, и в 2004 году американский историк химии Лоренс Принсип писал, что теперь уже не физические, а богословские и алхимические исследования Ньютона следует считать центрами вызванной им революции. К началу XXI века целостного отношения к «химии» или «алхимии» Ньютона так и не сформировалось, и перспективным считается исследование частных влияний, прежде всего, Гермеса Трисмегиста и Иринея Филалета, на отдельные аспекты его научного мировоззрения. С введением в научный оборот ранее неизвестных лабораторных журналов (CUL Add. Ms. 3975) был поставлен вопрос о связи ньютоновской теории дисперсии света с алхимическими работами Бойля.

### Алхимические исследования Ньютона в контексте научной революции
До 1960-х годов в научной историографии господствовал позитивистский подход (т. н. «виговская история»), в рамках которого идеи учёных прошлого объяснялись в современных терминах, оригинальные тексты сводились к написанным модернизированным языком выжимках, а отклонения от научности в современном понимании игнорировались. Алхимия в таком подходе рассматривалась как тупиковая ветвь, стоящая ближе к суеверию, чем к науке, в одном ряду с магией, колдовством и астрологией. По словам Герберта Баттерфилда (1949), очень сложно понять истинное положение дел с алхимией, поскольку историки, занимающиеся этим вопросом, сами зачастую попадают под власть безумия, о котором пишут.
Попытки определить место алхимических идей Ньютона по отношению к его работам по физике и оптике начали предприниматься практически сразу, когда стал ясен их масштаб. В оказавшей значительное влияние на последующие исследования ньютоновского оккультизма статье Дж. МакГуайра и П. Раттенси «Newton and the ‘Pipes of Pan’» (1966) была предпринята попытка установить глубокие взаимосвязи между теориями «кембриджских неоплатоников» и естественнонаучными трудами Ньютона, однако уже в 1974 году те же авторы утверждали, что «традиция магии и алхимии не оказала значительного влияния на развитие концепции природы Ньютона». Аналогичную динамику претерпели взгляды Ричарда Уэстфолла: если в 1972 году он писал, что герметические элементы ньютоновской мысли были противоположны его научным предприятиям, но тесно с ними связаны, а в 1975 году призывал не недооценивать алхимические исследования, которым Ньютон посвятил 30 лет жизни, то в вышедшей в 1980 году биографии «Never at Rest» речь уже шла об разочаровании этим направлением. По мнению историка, интерес Ньютона к алхимии следует рассматривать как выражение отрицания ограничений, накладываемых на мысль натуральной философией, в которой успехи ему дались слишком легко. Б. Викерс, указывая на молчание Ньютона о своих алхимических занятиях, соглашается с Уэстфоллом в том, что сам Ньютон полагал, что не добился значимых результатов на этом поприще.
Изучение алхимического наследия Ньютона привело если не к переосмыслению понятия «научная революция», то к сомнению в понимании его как внезапного события, начавшегося с публикации в 1543 году трактата «О вращении небесных сфер» Николая Коперника и завершившегося в 1697 году с публикацией «Математических начал натуральной философии» Ньютона. Как минимум, в области химии нельзя говорить о преобладании «научности» в современном смысле вплоть до начала XVIII века. В 1982 году американский ньютоновед Бернард Коэн писал, что по многим причинам «Начала» часто понимают неправильно, и одной из причин является тенденция воспринимать Ньютона с определённой философской точки зрения, например, как бэконианского эмпирика, последователя индуктивизма или даже представителя раннего позитивизма. Такой подход не учитывает, что многие научные работы Ньютона, включая математические, испытали сильное влияние герметизма. С другой стороны, признавая, что алхимические концепции были важны для Ньютона, Коэн категорически отказался признать их значимыми для «Ньютонианской революции». По его мнению, блестящие наблюдения Ньютона в области теории материи и химических процессов не были революционными. Не соглашаясь с выводами Коэна, но следуя его пониманию научной революции, в 1994 году Бетти Доббс поставила вопрос о том, что Ньютон не был ни «перводвигателем» современной науки, ни «завершителем» научной революции а, скорее, «одним из главных проигравших в титанической битве между силами религии и безверия». По мнению исследовательницы, для Ньютона слово «факт» не означало высказывания о материальном мире, того смысла, которое оно приобрело после XVII века. По её предположению, Ньютон видел свою задачу в демонстрации действия божественных законов и возрождении истинной религии. Аналогичным образом, в серии работ 1990-х годов Эндрю Каннигэм (Andrew Cunningham) обосновывал анахроничность представления о натуральной философии как синонима науки в современном понимании. Уэстфолл, напротив, принимает «виговский» взгляд на научную революцию как на внезапное, радикальное и полное изменение. Согласно его интерпретации, религиозный аспект мысли учёного не является определяющим, и сам факт осознания необходимости согласования христианских и научных представлений знаменует отход от христианской традиции. Современный историк не должен, как антиквар, мыслить в терминах описываемого им исторического периода, и потому Уэстфолл не знает и не хочет знать, что могло означать практикование алхимии; для него это просто исторический феномен. Способом разрешения данного противоречия может быть рассмотрение алхимии как части научной революции.

### Исследования
на английском языке
- Basu P. K. Newton's Physics in the Context of His Works on Chemistry and Alchemy // Indian Journal of History of Science. — 1991. — Vol. 26, no. 3. — P. 283—305.
- Churchill M. S. The Seven Chapters, with Explanatory Notes // Chymia. — 1967. — Vol. 12. — P. 27—57. — doi:10.2307/27757273.
- Cohen B. I. The Principia, Universal Gravitation, and the "Newtonian Style", in relation to the Newtonian Revolution in Science // Contemporary Newtonian Studies. — 1982. — Vol. IX. — P. 21—108. — doi:10.1007/978-94-009-7715-0.
- Debus A. G. The English Paracelsians. — London : Oldbourne, 1965. — 222 p.
- Dobbs B. J. T. The Foundations of Newton's Alchemy. — Cambridge University Press, 1975. — 300 p. — ISBN 0-521-27381-1.
- Dobbs B. J. T. Newton's Alchemy and His Theory of Matter // Isis. — 1982. — Vol. 73, № 4. — P. 511—528. — JSTOR 232144.
- Dobbs B. J. T. The Janus faces of genius The role of alchemy in Newton’s thought. — Cambridge University Press, 1991. — 359 p. — ISBN 0-521-38084-7.
- Fanning P. A. Isaac Newton and the Transmutation of Alchemy: An Alternate View of the Scientific Revolution. — 2009. — 247 p. — ISBN 978-1-55643-772-4.
- Figala K. Review: Newton as Alchemist: The Foundations of Newton's Alchemy, or “The Hunting of the Greene Lyon” // History of Science. — 1977. — Vol. 15, no. 2. — P. 102—137. — doi:10.1177/007327537701500202.
- Figala K., Harrison J., Petzold U. De Scriptoribus Chemicis: sources for the establishment of Isaac Newton’s (al)chemical library // The investigation of difficult things. — 1992. — P. 135—180.
- Figala K., Petzold U. Alchemy in the Newtonian circle: personal acquaintances and the problem of the late phase of Isaac Newton’s alchemy // Renaissance and Revolution: Humanists, scholars, craftsmen and natural philosophers in early modern Europe. — 1993. — P. 173—192.
- Figala K. Newton’s alchemy // The Cambridge Companion to Newton. — 2004. — P. 370—386.
- Forbes R. T. Was Newton an Alchemist? // Chymia. — 1949. — Vol. 2. — P. 27—36. — JSTOR 27757130.
- Iliffe R. A 'connected system'? The Snare of a Beautiful Hand and the Unity of Newton’s Archive // Archives of the Scientific Revolution. — 1998.
- Kubbinga H. H. Newton's Theory of Matter // Newton's Scientific and Philosophical Legacy. — 1988. — P. 321—342. — doi:10.1007/978-94-009-2809-1.
- Manuel F. A Portrait of Isaac Newton. — London : Frederick Muller Limited, 1980. — 478 p. — ISBN 0-584-95357-7.
- McGuire J. E., Rattansi P. M. Newton and the ‘Pipes of Pan’ // Notes and Records of the Royal Society. — 1966. — Vol. 21, no. 2. — P. 108—43. — doi:10.1098/rsnr.1966.0014.
- Newman W. R. Gehennical Fire: The Lives of George Starkey, an American Alchemist in the Scientific Revolution. — Harvard University Press, 1994. — 348 p. — ISBN 0-674-34171-6.
- Newman W. The background to Newton’s chymistry // The Cambridge Companion to Newton. — 2004. — P. 358—369.
- Newman W. A preliminary reassessment of Newton’s alchemy // The Cambridge Companion to Newton. — 2016. — P. 454—484.
- Principe L. M. The aspiring adept : Robert Boyle and his alchemical quest. — Princeton University Press, 1998. — 339 p. — ISBN 0-691-01678-X.
- Principe L. M. The Alchemies of Robert Boyle and Isaac Newton: Alternate Approaches and Divirgent Deployments // Rethinking the Scientific Revolution. — 2000. — P. 201—220.
- Principe L. M. Reflections on Newton’s Alchemy in Light of the New Historiography of Alchemy // Newton and Newtonianism. New Studies. — 2004. — P. 205—220.
- Rattansi P. M. Newton's Alchemical Studies // Science, Medicine and Society in the Renaissance. — 1972. — Vol. II. — P. 167—183.
- Štěpánová I. Newton: Kosmos, Bios, Logos. — 2014. — 170 p. — ISBN 978-80-246-2379-5.
- Taylor F. S. An Alchemical Work of Sir Isaac Newton // Ambix. — 1956. — Vol. 5, no. 3—4. — P. 59—84.
- Thackray A. Atoms and Powers: An Essay on Newtonian Matter-Theory and the Development of Chemistry. — Cambridge : Harvard University Press, 1970. — 326 p.
- Westfall R. S. Force in Newton's Physics. The Science of Dynamics in the Seventinth Century. — 1971. — 579 p.
- Westfall R. S. Isaac Newton's Index Chemicus // Ambix. — 1975. — Vol. 22, № 3. — P. 174—185. — doi:10.1179/amb.1975.22.3.174.
- Westfall R. S. The Role of Alchemy in Newton’s Career // Reason, Experiment and Mysticism in the Scientific Revolution. — 1975a. — P. 189—231.
- Westfall R. S. Newton and alchemy // Occult and scientific mentalities in the Renaissance. — 1984. — P. 315—335.
- Westfall R. S. Never at Rest. A Biography of Isaac Newton. — Cambridge University Press, 1980. — 908 p. — ISBN 978-0-521-23143-5.
- Westfall R. S. The Scientific Revolution Reasserted // Rethinking the Scientific Revolution. — 2000. — P. 41—58.

на русском языке
- Вавилов С. И. Исаак Ньютон. — М.—Л., 1945. — 216 с.
- Дмитриев И. С. Неизвестный Ньютон: силуэт на фоне эпохи. — СПб.: Алетейя, 1999. — 784 с. — ISBN 5-89329-156-5.